# Astropyga radiata
Il riccio rosso (Astropyga radiata, Leske, 1778) è un riccio marino che vive nell'oceano Indiano e in quello Pacifico, su fondali sabbiosi.

## Etimologia
"Astropyga" viene dal greco astro (stella) e pyga (ano). Questo riccio di mare è dunque caratterizzato dal fatto che ha un motivo a stella intorno al suo ano. Radiata significa "raggiata" in latino, probabilmente a causa dei fasci formati dagli aculei e le aree interambulacrari.

## Descrizione
È un grande riccio di mare rosso scuro ma di cui il colore può estendersi anche su una gamma che va dal beige al nero profondo, passando da numerose sfumature di viola, di rosso e di arancio. La sua forma è leggermente appiattita, e i lunghi aculei neri o rossi, raggruppati in fasci, lasciano apparire spesso cinque zone nude a forma di V di un rosso profondo che fanno pensare ad una croce di Malta a 5 rami. Queste zone sono in effetti le aree interambulacrari, e sono bordate di punti blu iridescenti molto luminosi, ma non bioluminescenti.
I giovanili sono generalmente di un rosso più chiaro addirittura quasi bianco, e questo aspetto può persistere in una certa misura anche in età adulta, spiegando la presenza di individui rossi o beige nel mezzo di un gruppo di ricci di mare neri. Gli aculei, lunghi, fini e cavi, sono anellati nei giovani individui, e possono essere di diversi colori negli adulti; sono di due tipi, più lunghi utilizzati per la locomozione e più corti per la difesa, muniti di ghiandole velenifere. Il guscio di questo riccio di mare può superare 20 cm di diametro, con una lunghezza massima degli aculei di 5 cm ; più è grosso e più la sua forma è appiattita. La papilla anale è molto visibile sul faccia aborale, ed il suo colore è generalmente vicino a quella della "stella".
Somiglia al suo congenere dei Caraibi, il riccio di mare magnifico Astropyga magnifica.

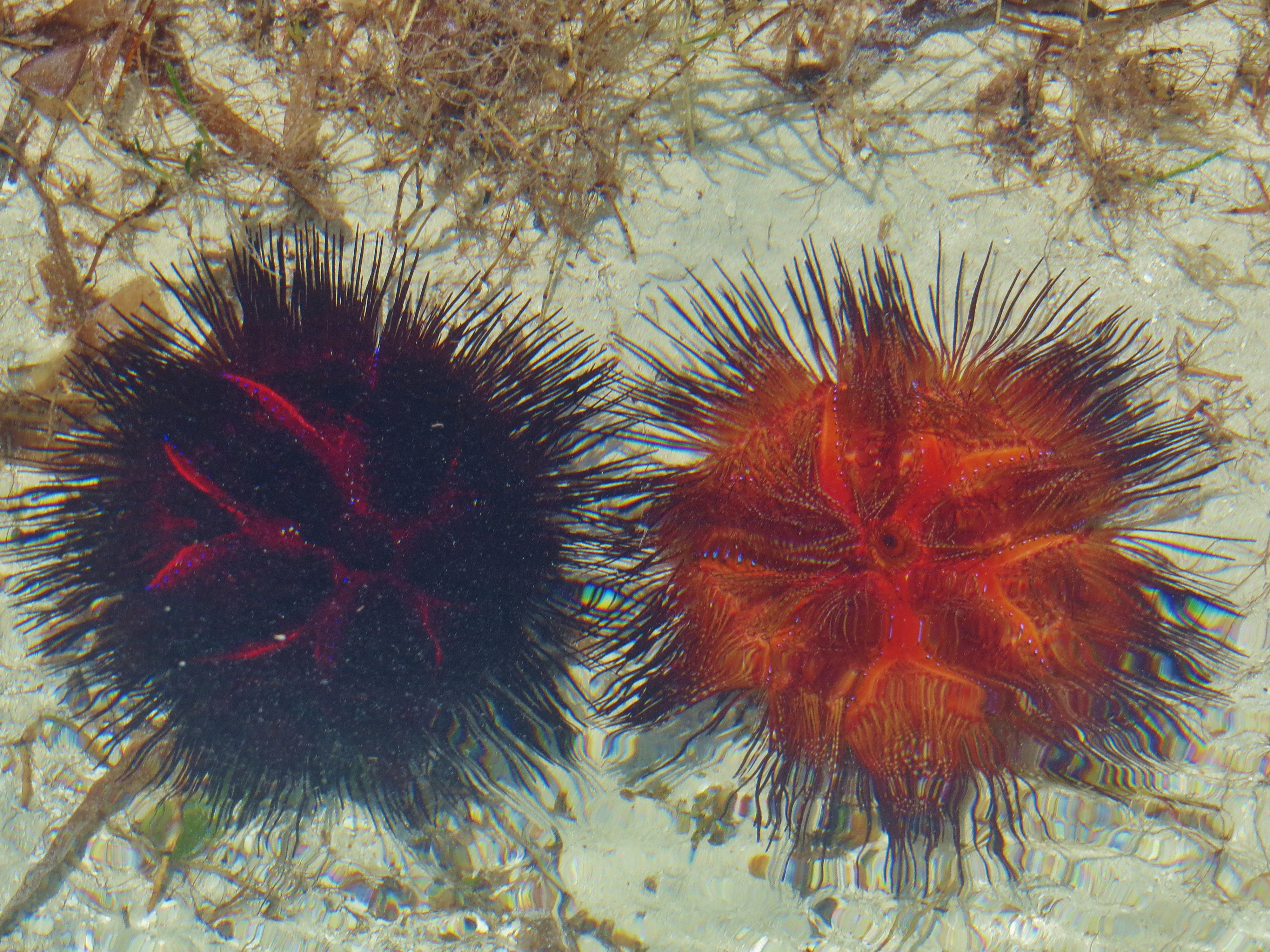
Forma nera e forma rossa, osservate in Kenya.
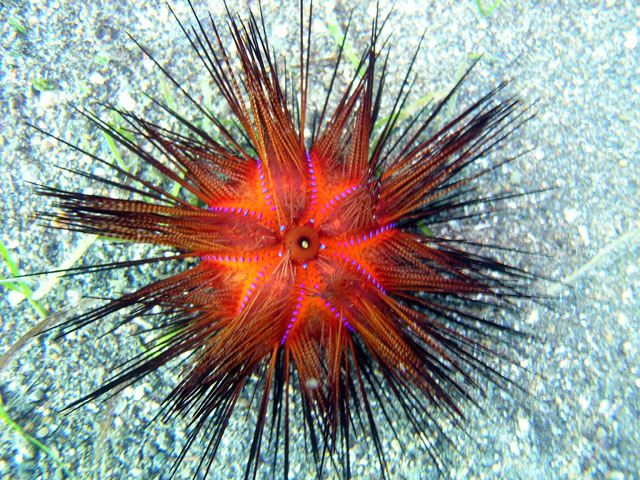
Forma aranciata nelle Filippine.
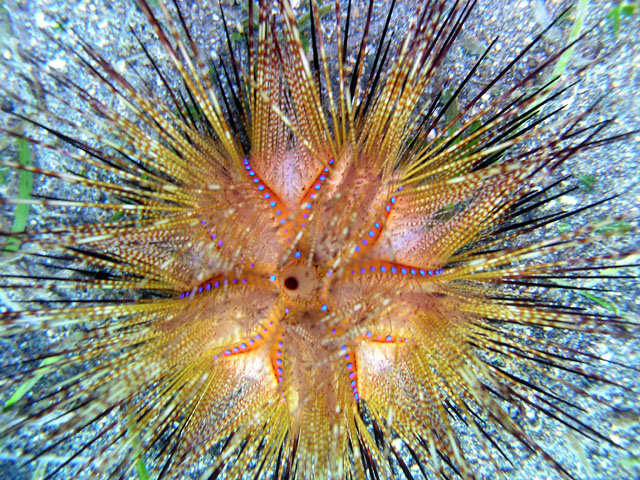
Forma chiara nelle Filippine.
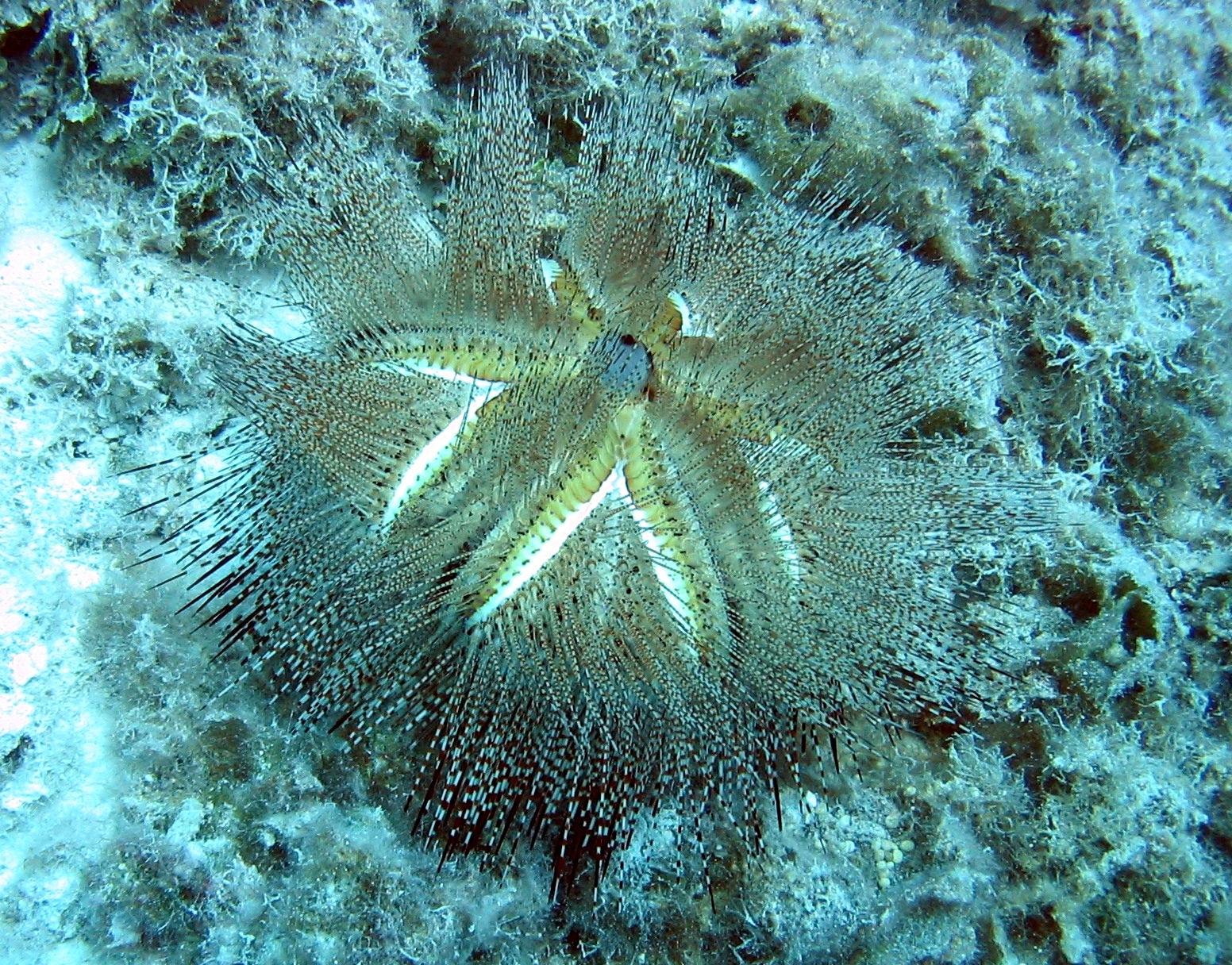
Forma bianca (rara), osservata alle Hawaii.

## Distribuzione e habitat

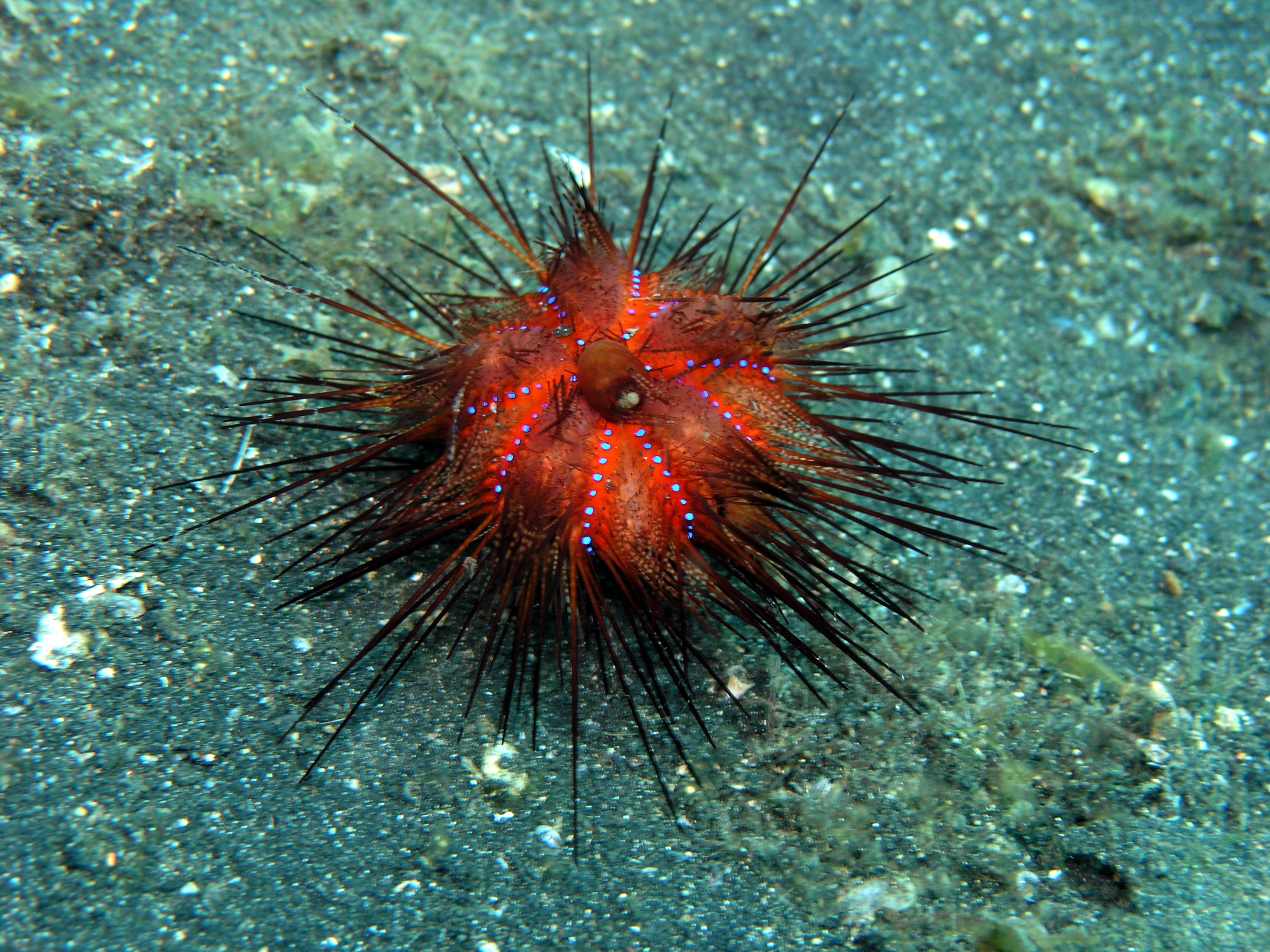
Giovane riccio rosso osservato in Indonesia.

Astropyga radiata è diffuso nell'oceano Indo-Pacifico ad una profondità massima di 70 metri, più frequentemente tra i 10 e i 30 metri. Il suo areale si estende dalle coste dell'Africa orientale, a quelle australiane, estendendosi nel Pacifico sino alle Hawaii.
Abita spesso le praterie sabbiose delle lagune coralline, tra 0 e 30 m di profondità, ma può essere trovato anche sulle pendenze esterne delle barriere di corallo.

## Curiosità
Può vivere fino a due secoli.